# Hellebergtunnel
Der Hellebergtunnel ist ein 1.641 m langer Eisenbahntunnel der Schnellfahrstrecke Hannover–Würzburg (Streckenkilometer 58,0 bis 59,6) im Landkreis Northeim, Niedersachsen. 

## Geographische Lage
Der Hellebergtunnel befindet sich im Hoheroth, einer 250,1 m ü. NN hohen Erhebung des Höhenzugs Helleberg nordwestlich von Bad Gandersheim. Nahe dem nördlichen Tunnelportal liegen Dankelsheim und Ohlenrode. Das südliche Tunnelportal liegt zwischen Bad Gandersheim und dem Ortsteil Heckenbeck. Nördlich schließt sich nach einem Einschnitt, einer Wirtschaftswegbrücke und einem 140 m langen Damm die Ohlenrode-Talbrücke an. Nach Süden leitet nach einem Einschnitt (im Stadtwald) und einem kurzen Damm die Mahmilch-Talbrücke zum nahen Wadenbergtunnel über.

## Verlauf
Die Trasse verläuft auf der gesamten Länge gerade. Die Gradiente fällt nach Süden um 3,368 Promille ab. Die maximale Überdeckung liegt bei 70 m. Durchbohrt sind Gesteine aus allen Stufen des Trias, (Buntsandstein im Süden, Muschelkalk und Keuper im Norden).

## Geschichte

### Planung
Das Nordportal des Tunnels wurde in der Planungsphase verändert: Durch eine Verlegung nach Norden und eine Absenkung der Gradiente konnte es außerhalb des Waldes platziert werden. Gleichzeitig sollte der Tunnel damit auf ganzer Länge bergmännisch hergestellt werden können. Gegenüber dem Raumordnungsverfahren wurde der Tunnel damit um rund 660 m auf die damals (1984) geplante Länge von 1499 m verlängert. Mitte 1986 wurde die Länge mit 1598 m angegeben.
Die Röhre lag auf ganzer Länge im Planfeststellungsabschnitt 2.11 der Neubaustrecke.

### Bau
Der Tunnel wurde weitgehend in bergmännischer Bauweise angelegt, lediglich im Norden wurden 116 m in offener Bauweise erstellt. Der Vortrieb erfolgte von Süd nach Nord steigend. Die Ausbruchsarbeiten begannen im Mai 1986 und sollten (Planungsstand Januar 1987) im August 1987 beendet werden. Der Tunnel wurde neben dem Rengershausener Tunnel und dem Mündener Tunnel als eine der drei letzten Röhren der Strecke durchgeschlagen. Der Vortrieb wurde im Oktober 1987 beendet. Eine Vielzahl von geologischen Formen des Trias hatte sich als schwierig erwiesen. Während im Hellebergtunnel alle Formationen des Trias gefunden wurden, waren diese in anderen Tunneln nur vereinzelt anzutreffen.
Zusammen mit den südlich benachbarten Tunneln Wadenberg und Hopfenberg fielen 365.000 m³ Tunnelausbruch an, in den Voreinschnitten wurden 515.000 m³ Erdmassen entfernt. Insgesamt 85.000 m³ Beton und 2.900 t Stahl wurden verbaut. Die Bausumme für die drei Röhren liegt bei 90 Millionen D-Mark (etwa 46 Mio. Euro).